# Stuttgart 21

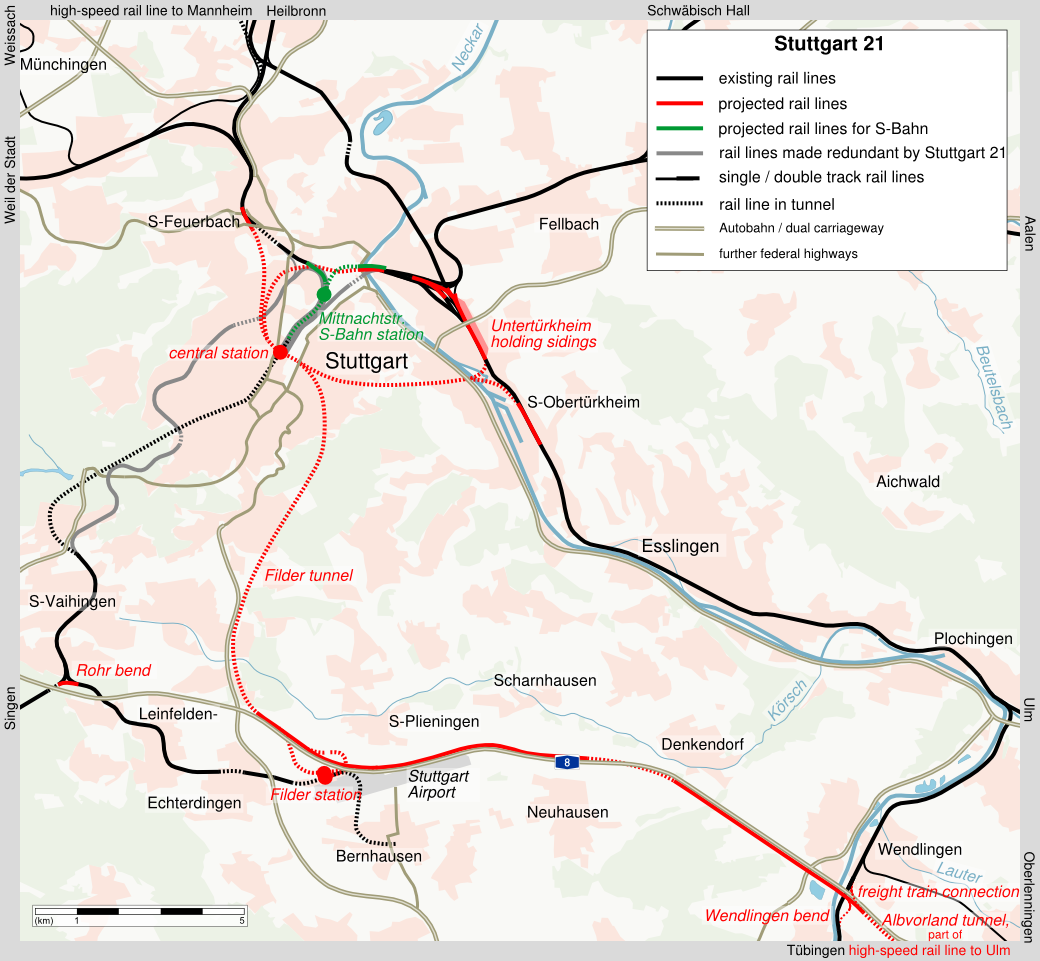
Carte du projet Stuttgart 21.

Stuttgart 21 est un projet ferroviaire et urbain allemand visant à complètement réagencer et moderniser le nœud ferroviaire de Stuttgart. Avec la nouvelle ligne Wendlingen–Ulm, le projet est aussi officiellement appelé projet ferroviaire Stuttgart-Ulm (Bahnprojekt Stuttgart–Ulm). 

## Contexte et objectifs

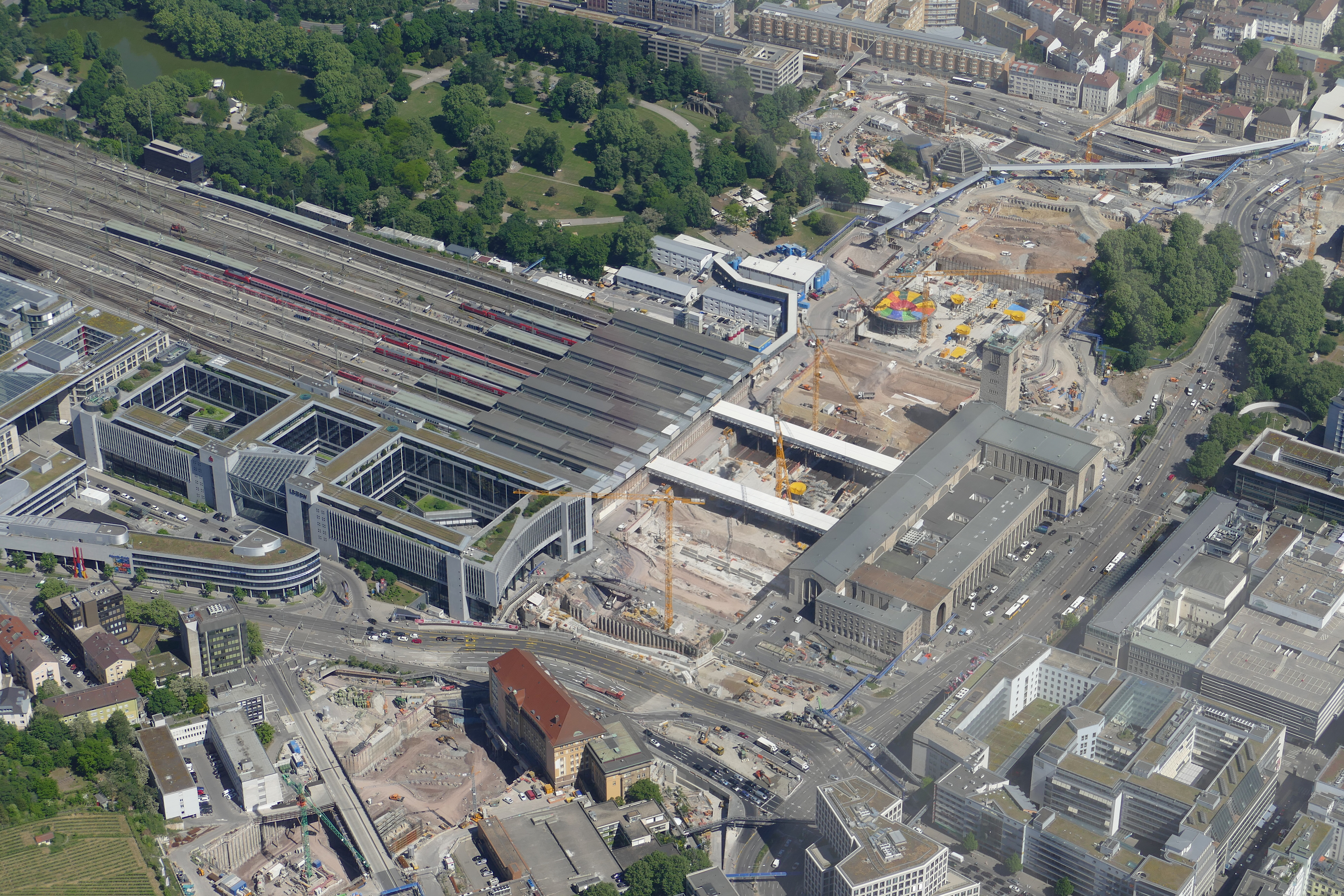
Gare existante, à gauche, et chantier en travers

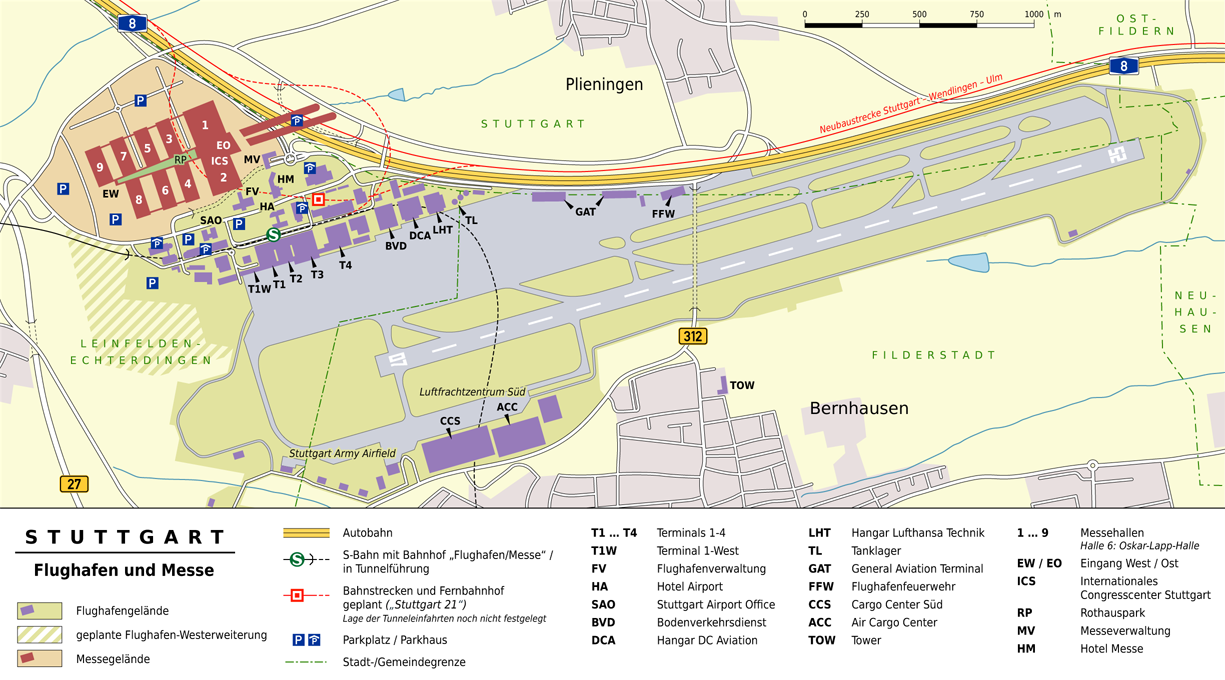
Plan

La première mention publique du projet date de 1994. 
Le cœur du projet est la transformation de la gare centrale de Stuttgart actuellement de type cul-de-sac en une gare souterraine de passage. Approuvé en 2005, il a pour but d'en faire un nœud ferroviaire au cœur de l'Europe, entre Paris et Budapest, via Munich et Vienne. Stuttgart 21, la liaison Wendlingen–Ulm et le projet Neu-Ulm 21 font partie de la magistrale européenne. Le temps de trajet serait dès lors divisé par deux, dans le but de réduire l'usage de l'automobile dans la région. 
De 16 voies en surface, on passera à 8 voies souterraines. Les voies ferrées des deux côtés vont être adaptées et connectées à des tunnels. En surface, le terrain pour l'instant occupé par les voies pourra ainsi être récupéré (environ 100 ha), il sera nettoyé et reconverti pour le développement de la ville. Un écoquartier de 6000 logements est prévu pour être érigé sur le site des anciennes voies. 
Une nouvelle gare Filderbahnhof est prévue au niveau de l'aéroport de Stuttgart pour le relier au réseau régional et national, par une nouvelle ligne directe jusqu'à la gare centrale. À Stuttgart-Untertürkheim (quartier de la ville), une gare de service sera installée et une nouvelle station de S-Bahn Mittnachtstraße est prévue dans le quartier Rosenstein. La ligne continuera en direction d'Ulm sur la nouvelle voie rapide Wendlingen–Ulm. Dans le cadre du projet Stuttgart 21, 57 km de voies ferrées seront créés, dont 30 km de ligne à grande vitesse et 33 km souterrains répartis en 16 tunnels, ainsi que 18 ponts.
Le projet est supporté conjointement par Deutsche Bahn, la République fédérale d'Allemagne, le Bade-Wurtemberg, la région et la ville de Stuttgart.

## Structure du projet

### Description du projet principal

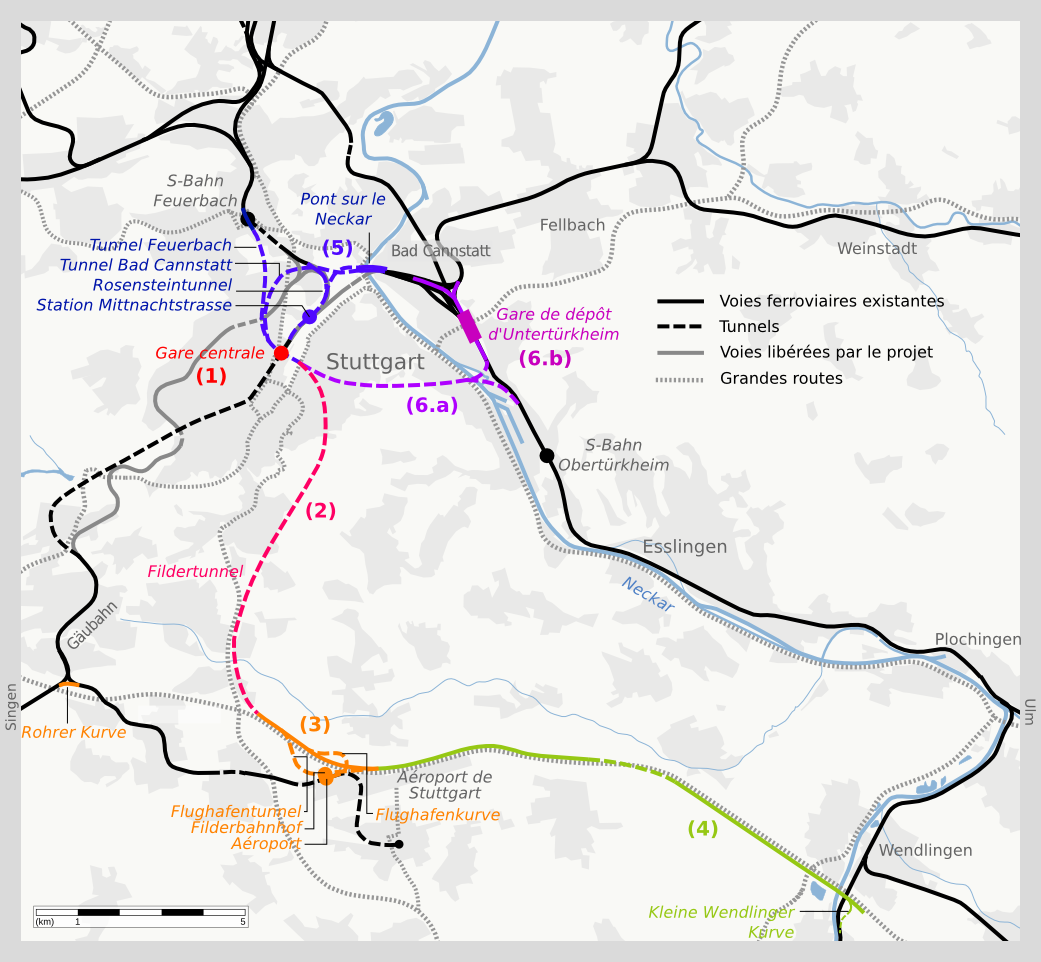
Plan des sept parties du projet.

Plan des futures voies de la gare

Le projet Stuttgart 21 a été divisé en sept parties, dont chacune fait l'objet d'une procédure administrative spécifique :
- Partie 1.1 : Transformation de l'ancienne gare centrale, adaptation des voies d'accès.
- Partie 1.2 : Construction d'un tunnel de 9,5 kilomètres, le Fildertunnel, reliant la gare centrale au plateau du Filder.
- Partie 1.3 : Construction d'une nouvelle gare au nord de l'aéroport, la Filderbahnhof et raccordement de cette dernière à la ligne de Stuttgart à Singen, la Gäubahn. La ligne de S-Bahn passant par l'aéroport doit être reliée à la ligne Stuttgart-Wendlingen par un tunnel (Flughafenkurve) ainsi qu'à la ligne Stuttgart-Singen (par la Rohrer Kurve, située plus à l'ouest).
- Partie 1.4 : Construction d'un tronçon de la future ligne Wendlingen-Ulm, entre l'aéroport et le Neckar.
- Partie 1.5 : Construction de voies souterraines depuis Feuerbach et Bad Cannstatt, pour les trains nationaux et régionaux, et édification d'une nouvelle gare de S-Bahn, Mittnachtstrasse, dans laquelle s'arrêteront à l'avenir les S-Bahn venant de Bad Cannstatt et se dirigeant vers la gare centrale. Pour la ligne en provenance de Bad Cannstatt doivent être construits un pont de 355 m au-dessus du Neckar et un tunnel, le Rosensteintunnel.
- Partie 1.6a : Construction du tunnel d'Obertürkheim, d'une longueur de 6 kilomètres, reliant la gare centrale à Obertürkheim et Untertürkheim ; raccordement de la gare de la partie 1.6b.
- Partie 1.6b : Construction d'une gare de dépôt à Untertürkheim.

De 2018 jusqu'au début de 2023, l'achèvement des travaux de la gare centrale de Stuttgart était toujours officiellement prévue pour la fin de 2025. Cependant, dès la fin de 2023, des sources internes au projet indiquaient officieusement à divers médias qu'une date en 2026, voire en 2027 semblerait plus réaliste.
Le projet de construction d'une nouvelle ligne entre Wendlingen et Ulm est également divisé en parties, numérotées de 2.1 à 2.5.

### Travaux optionnels
Après l'expertise relative à l'aménagement du territoire, trois propositions complémentaires ont été faites, qui concernent la partie 1.5 du projet principal. D'après la Deutsche Bahn, elles pourraient être réalisées postérieurement « sans incidence significative sur le trafic ferroviaire ».
- La T-Spange : construction d'une ligne de S-Bahn directe entre Bad Cannstatt et Feuerbach.

- L'option P : création d'une troisième et d'une quatrième voie entre la gare centrale et celle de Feuerbach, qui emprunteraient le tunnel Bad Cannstatt.

- L'option Nordkreuz : utilisation pour le S-Bahn des lignes de la Gäubahn et connexion de ces dernières avec les voies de S-Bahn en direction de Feuerbach et Bad Cannstatt.

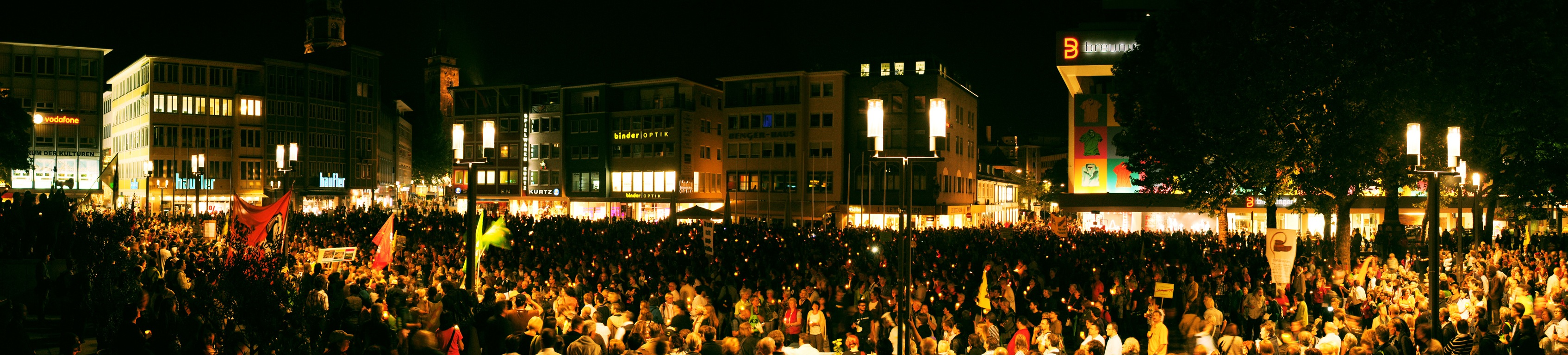
Stuttgart, le 13 août 2010.

## Critiques

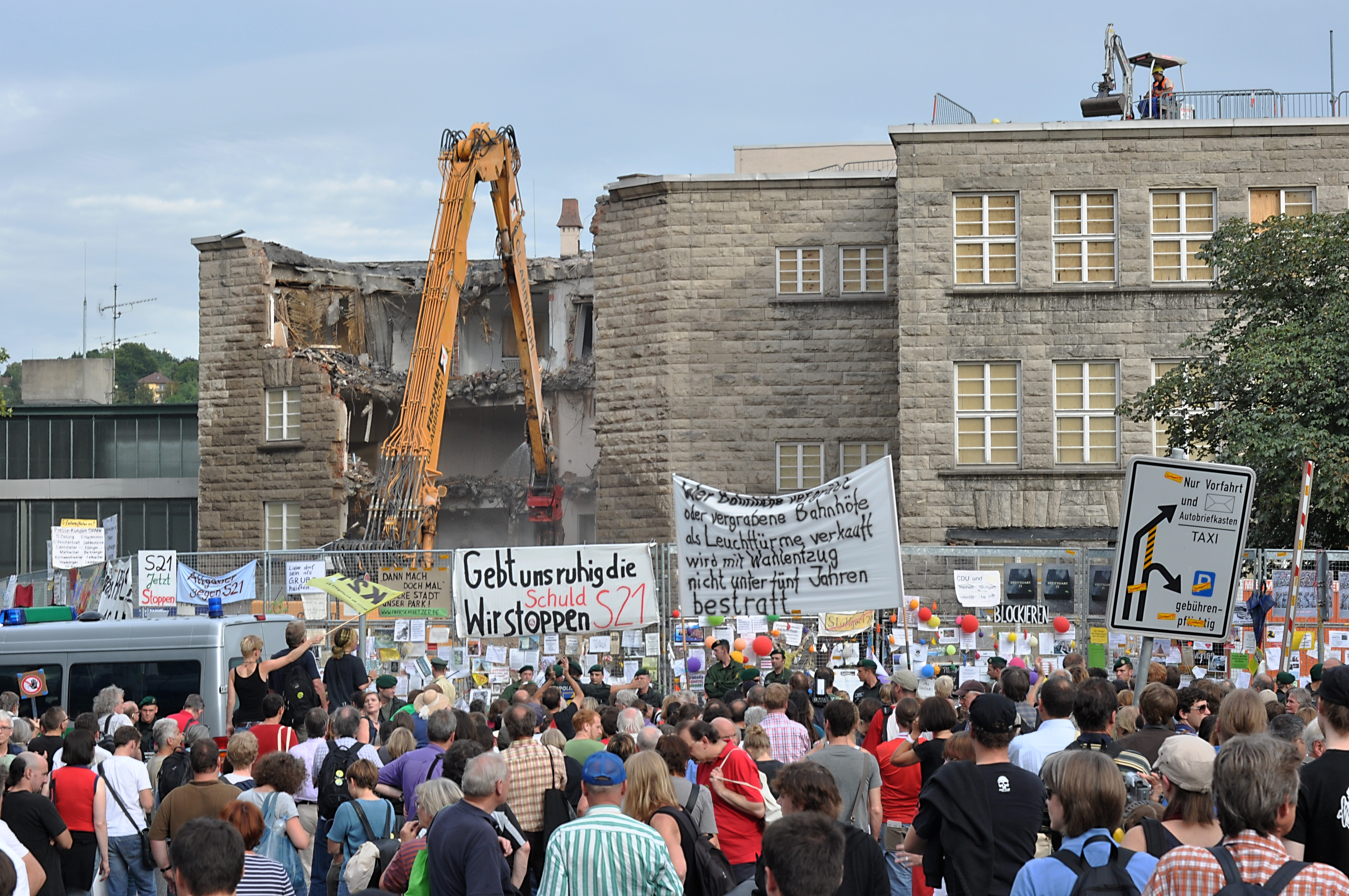
Travaux de démolition et manifestation à la gare de Stuttgart en août 2010.

Panonceau brandi par les opposants au projet lors d’une manifestation en juin 2013.

Les travaux de construction ont débuté en 2010 et devraient être achevés en décembre 2022  pour la gare et 2025 pour le nœud ferroviaire. Le projet fait l’objet de polémiques, les Verts y étant particulièrement hostiles. L'opposition au conseil municipal et au Landtag critique notamment le manque de rentabilité et les coûts entraînés par le projet, reprochant par ailleurs aux organisateurs de ne pas prendre suffisamment en considération les incidences possibles pour l'environnement (géologie, espaces verts). La démolition de l'aile nord de la gare le 25 août 2010 et l'abattage des arbres dans le Schlossgarten dans la nuit du 30 septembre au 1er octobre 2010 ont constitué jusqu'à présent les points culminants sentimentaux des manifestations.  La manifestation du 30 septembre 2010 dans le Schlossgarten, préalablement à l'abattage d'arbres parfois âgés de plusieurs centaines d'années, fut réprimée violemment par les forces de l'ordre. Le lendemain, une manifestation réunissait 50 000 personnes. Afin d'apaiser les esprits et de redonner un cadre plus objectif aux discussions concernant le projet, les défendeurs et les opposants au projet se sont accordés à poursuivre le dialogue dans le cadre d'une procédure d'arbitrage introduite sous la direction de Heiner Geißler, ancien secrétaire général de la CDU (Union chrétienne-démocrate). La procédure a commencé officiellement le 22 octobre 2010 et elle a lieu publiquement. Un référendum a clos la procédure avec un projet approuvé par 58,8 % de votes favorables.
Son coût a doublé, atteignant 8,2 milliards d'euros en 2021.